# Birinius
Birinus (Beryn, Birin, pol. Biryn; ur. ok. 600, zm. 3 grudnia 649 lub 650 w Dorchester) – duchowny rzymskokatolicki, pierwszy biskup diecezji Dorchester, święty Kościoła katolickiego i anglikańskiego. Nazywany jest "Apostołem Sasów Zachodnich" z powodu nawrócenia Królestwa Wessexu na wiarę chrześcijańską.

## Życie i posługa biskupia
Był mnichem benedyktyńskim. Sakrę biskupią otrzymał z rąk Asteriusza, arcybiskupa Mediolanu. Do Wessexu przybył w 634 r. z polecenia Honoriusza I.

## Kult
W Kościele katolickim jego wspomnienie przypada 3 grudnia w dies natalis. Kościół anglikański wspomina go 4 września.
Po śmierci jego relikwie zostały przeniesione do katedry w Winchesterze.
W Dorchester on Thames znajduje się katolicki kościół parafialny pod wezwaniem św. Birinusa.